# فرودگاه پاین هالو
 فرودگاه پاین هالو (به انگلیسی: Pine Hollow Airport) یک فرودگاه خصوصی است که یک باند فرود چمن و شن دارد و طول باند آن ۷۴۱ متر است. این فرودگاه در کشور ایالات متحده آمریکا قرار دارد و در ارتفاع ۵۵۴ متری از سطح دریا واقع شده است.